# دانشگاه عبدالمالک اسعدی
دانشگاه عبدالمالک اسعدی (عربی: جامعة عبدالمالک السعدی) یک دانشگاه دولتی در مراکش است که در سال ۱۹۸۹ تأسیس شد. این دانشگاه به عنوان دانشگاه اصلی در شمال مراکش در نظر گرفته می‌شود. این دانشگاه از ۱۵ مؤسسه شامل مدارس و موسسات در منطقه طنجه–تطوان–حسیمه و در شهر عرائش تشکیل شده‌است. رشته‌های علوم، حقوق، اقتصاد، علوم انسانی ،ادبیات و فناوری را پوشش می‌دهد. دانشگاه عبدالمالک اسعدی با همتایان بین‌المللی خود قراردادهایی امضا کرده‌است.

## رؤسای دانشگاه
- ۲۰۰۲ – ۲۰۱۰: مصطفی بننونا[۴][۵]
- ۲۰۱۰ – ۲۰۱۹: حدیفه آمزیانه[۶]
- ۲۰۱۹ – ۲۰۲۰: محمد آرامی[۷][۸]
- ۲۰۲۰ - اکنون: بوشتا المومنی[۹][۱۰]